# Arena de Desportos de Lusail
A Arena de Desportos de Lusail é uma arena coberta, localizada em Lusail, Catar. Construída em 2012 e inaugurada em 2014 ela foi construída para abrigar jogos do Campeonato Mundial de Handebol Masculino de 2015.
O ginásio de esportes possui uma área de 387.123 m² e situa-se entre o Circuito Internacional de Lusail e o Clube de Tiro de Lusail.